# 丹纳航空992号班机空难
DANA丹纳航空992号班机是一架隶属于尼日利亚丹纳航空（Dana Air）的客机，2012年6月3日自首都阿布贾飛往第一大城市拉各斯的客機。當地時間下午3時45分左右降落失敗，在拉各斯的穆尔塔拉·穆罕默德機場附近的居民區墜毀，并撞上一栋两层楼建筑物。機上6名機組成員和147名乘客全部遇難，並造成6名地面人員死亡。此次坠机事件共计造成159人死亡，其中包括6名华人。這是尼日利亞20年來最嚴重的航空事故。

## 事件经过
2012年6月3日下午，尼日利亚本国的丹纳航空公司的0992号航班从尼日利亚首都阿布贾起飞飞往尼南部城市拉各斯。该航班为一架MD-83客机。
当地时间下午3时45分到达拉各斯穆尔塔拉·穆罕默德机场，准备降落。目击者称，当时天气晴朗，能见度良好。在进行降落时，在着陆时引擎发生故障，飞机无法拉起，撞上高压电线，遇难飞机底部直接着陆于一条通往拉各斯穆尔塔拉-穆罕默德机场公路北部的街区，停下来前，飞机捅破一家房屋的屋顶、折断了一颗芒果树，然后冲过一个伐木工厂、一个印刷厂和至少两幢居民楼。机身在撞击中严重损毁，并随即起火爆炸。
尼日利亚国家紧急事务处理署以及当地武装警察和交通警察正在现场开展救援工作。尼军方也已派出直升机参与现场救援工作。猛烈大火持续了数小时，给救援工作带来了极大困难。
遇难者中有6名中国公民，事故发生后当日，尼日利亚总统古德勒克-乔纳森发表声明，将为当天下午在尼南部城市拉各斯飞机坠毁事故中丧生的遇难者举行3天的全国哀悼。奈及利亞已於6月10日舉行全國哀悼儀式。
6月3日晚，机上乘客家属纷纷赶至现场，哀悼死难的亲人。

## 事故调查
事件发生后，尼日利亚航空部部长丝特拉·奥杜阿赶往出事现场。
尼日利亚民用航空局局长哈罗德·德姆仁向记者证实了这一消息，并公布了遇难人数：机上153人（包括6名机组人员），以及至少40名地面居民遇难。随后又证实，当时飞机上至少有6名华人。
根据一位军官的描述，在飞机坠毁前，机组人员曾向塔台报告了引擎故障。此故障成为飞机失事的最大疑点。
2017年3月13日，一份210页的最终调查报告由尼日利亚AIB公开发布。
调查发现以下可能的原因：
1. 1号引擎在事发前17分钟失去动力，在试图进场时2号引擎也失效，无法维持飞行高度；
2. 航空公司未按照规定作检修记录。
3. 飞行员决策失误，当地导航设备和技术能力糟糕。

根据尼日利亚AIB的检查，事发飞机两具引擎的燃料管线均因失修而破裂漏油。

## 事故飞机
此次坠机事故的飞机为麦克唐纳·道格拉斯 MD-83，在尼日利亚注册号为5N-RAM。该客机于1990年建造，最初交付阿拉斯加航空，注册号N944AS，使用普惠JT8D-219引擎。该机在2008年从阿拉斯加航空退役后被卖给另一家航司，最后于2009年交付至丹纳航空。在事故发生时，该机累积了60,800飞行小时数，两具发动机分别累积了55,300和26,000飞行小时数。该机最后一次维护于2012年6月2日进行，刚好是坠机前一天。